# Eva Rolečková
Eva Rolečková, rozená Leitnerová (* 29. ledna 1951, Praha) je česká spisovatelka, autorka převážně historických románů.

## Život
Vystudovala latinu a filosofii na Univerzitě Karlově, jako třetí obor studovala divadelní vědu, tu však nedokončila.
V 80. letech 20. století se věnovala autorskému divadlu jako autorka scénářů a režisérka,
příležitostně i vystupovala v souboru Lucerna a v souboru Iris. Pro tento soubor vytvořila
texty Majoránková pohádka, Proč musí Kulihrášek chodit světem, Pohádka za pět prstů.
Pro divadlo adaptovala pohádku Jana Drdy Jak princezna hádala až prohádala, dále
knihu Prospera Merimée Kronika vlády Karla IX. pod názvem Hry něžně krvavé, Týden v tichém domě Jana Nerudy pod názvem Táčky s múzou na pavlači, Kaplického Kladivo na čarodějnice a anonymní středověký text Historie o kralevici Vasiliji z České země a o princezně Polimestře z Francouzské země. Při všech autorských inscenacích úzce spolupracovala s manželem Václavem Rolečkem, který se na inscenacích podílel jako autor hudby i jako houslista.
Po roce 1989 působila jako šéfredaktorka časopisu Amatérská scéna, pak kulturní redaktorka
a divadelní recenzentka deníku Lidová demokracie, posléze zástupkyně šéfredaktora.
V dalších letech pracovala jako poradkyně a tisková mluvčí ministrů kultury Jindřicha Kabáta a Pavla Tigrida, posléze poradkyně místopředsedy vlády Josefa Luxe, dále jako tisková mluvčí KDU-ČSL.
V letech 2000–2006 byla tiskovou mluvčí České inspekce životního prostředí, od roku 2006 do roku 2009 mluvčí Strany zelených. Nyní[kdy?] pracuje v sekci vodního hospodářství Ministerstva zemědělství.
Je členskou Správní rady Nadačního fondu Josefa Luxe.

## Knihy
- Josef Lux: Muž se světlem v srdci (vzpomínky na blízkou spolupráci s tímto politikem a na vývoj české politické scény v letech devadesátých i na politikův boj se zákeřnou chorobou)
- Lucemburská krev (příběh moravské větve Lucemburků, synovců Karla IV. Prokopa, Jošta a Soběslava a jejich bratranců, synů Karla IV. Václava, Zikmunda a Jana Zhořeleckého)
- Já, kníže Soběslav (román věnovaný bouřlivému životu knížete Soběslava II., přezdívaného „Kníže chámů“).
- Sny stříbrné labutě (příběh rodu Švamberků v dobách vzestupu husitství).
- Hofmistr královny Johanky (panoš Jiřího z Poděbrad se stává vlivnou osobou nejdříve v domě zemského správce, pak na dvoře královny Johany)